# Abdul Razak Hussein
Tun haji Abdul Razak Hussein   (Kampung Pulau Keladi, 11 de març de 1922 - Londres, 14 de gener de 1976) va ser un polític de Malàisia que va exercir com a segon primer ministre de Malàisia des del setembre de 1970 fins a la seva mort el gener de 1976. També va exercir com a primer viceprimer ministre de Malàisia des de l'agost de 1957 fins al setembre de 1970.
Abdul Razak va ser la figura responsable de la creació de Barisan Nasional (BN), que és la coalició governant de partits polítics que ostentaven el poder a Malàisia. Abdul Razak també és conegut per llançar la Nova Política Econòmica de Malàisia (MNEP).
El seu fill gran, Najib Razak, va esdevenir el sisè primer ministre el 2009; Najib és el primer primer ministre de Malàisia descendent d'un antic primer ministre.

## Primers anys i educació
Nascut a Kampung Pulau Keladi, un poble situat al nord-oest de Pekan, Pahang l'11 de març de 1922, Abdul Razak és el primer dels dos fills de Yang DiHormat Orang Kaya Indera Shahbandar ke-9, Dato' Hussein bin Mohd Taib i Datin Hajah. Teh Fatimah i Daud. Un descendent aristocràtic d’Orang Kaya Indera Shahbandar, Abdul Razak va estudiar al Malay College Kuala Kangsar.
Després d'unir-se al Servei Administratiu Malai el 1939, se li va concedir una beca per estudiar al Raffles College de Singapur el 1940. Els seus estudis a la universitat van cessar amb l'inici de la Segona Guerra Mundial. Durant la guerra va ajudar a organitzar el moviment de resistència Wataniah a Pahang.
Després de la Segona Guerra Mundial, Abdul Razak va marxar a Gran Bretanya el 1947 per estudiar dret. El 1950 es va llicenciar en dret i es va qualificar d'advocat al Lincoln's Inn de Londres. Durant els seus dies d'estudiant a Anglaterra, Abdul Razak va ser membre del Partit Laborista Britànic i un destacat líder estudiantil de l'Associació Malaia de Gran Bretanya. També va formar el Fòrum Malai.

## Implicacions en la Segona Guerra Mundial

### Principis de la Segona Guerra Mundial i Askar Wataniah
Després d'interrompre els seus estudis el 1942 a causa de la Segona Guerra Mundial, Abdul Razak va tornar a Kuantan, Pahang. Allà, va conèixer el seu antic col·lega del Servei Administratiu Malai, Yeop Mahidin, i va expressar el seu interès a unir-se al Regiment Malai (ara Regiment Reial Malai). Mahidin, que també és el fundador d'Askar Wataniah Pahang ('Exèrcit Territorial de l'Estat de Pahang'; precursor de Rejimen Askar Wataniah), va reclutar Razak a les seves noves forces guerrilleres. Després d'acabar la seva formació sota Mahidin, Razak va rebre instruccions per unir-se al servei civil malai japonès com a agent i informador.

### Informador a l'Administració japonesa
Després d'acabar el seu entrenament militar japonès, Razak, com a aristòcrata i fill d'un respectat líder malai a Pahang, va ser destinat al seu estat d'origen Pahang com a ajudant de l'oficial de districte i alhora com a pont perquè els japonesos aconseguissin la victòria amb la confiança dels Pahang Malais locals. Utilitzant els seus privilegis com a aristòcrata, Razak va començar a treballar en xarxa amb les Forces Imperials Japoneses mentre mantenia la seva connexió amb Yeop Mahidin. El seu paper com a informador dins de l'Administració japonesa només era conegut per alguns dels membres de Wataniah, inclòs Mahidin. Per això, Razak va ser etiquetat com un traïdor per la resta de Wataniah Pahang.

### Força 136 Pahang
Al principi, els britànics no van confiar plenament en els malais per lluitar contra els japonesos a causa d'alguns incidents i un millor tracte per part de l'administració japonesa cap als malais en comparació amb altres races. Després d'haver guanyat prou confiança, l'Askar Wataniah Pahang amb els seus 200 membres va ser absorbit per l'Executiu d'Operacions Especials (SOE) i convertit en la Força 136 Pahang.
L'èxit continu de les missions de la Force 136 Pahang va fer que l'Administració japonesa comencés a sospitar que hi havia informants dins de la seva administració. La Força 136 Pahang va organitzar ràpidament una missió d'extracció per recuperar el seu agent, Razak, que encara era desconegut per molts dels seus membres.
Després d'haver estat recuperat amb èxit, Razak va continuar el seu treball amb la Força 136 i va ser ascendit al rang de capità. Entre les missions notables, Razak va participar en el rescat del sultà Abu Bakar de Pahang de MPAJA.

## Implicació política

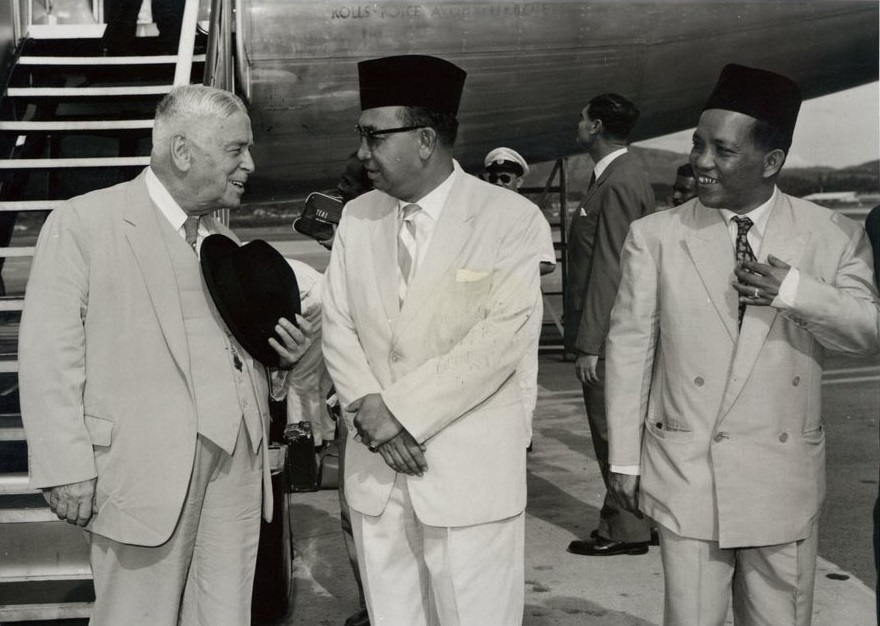
El viceprimer ministre Razak saludant el primer ministre de Nova Zelanda Walter Nash el 1960.

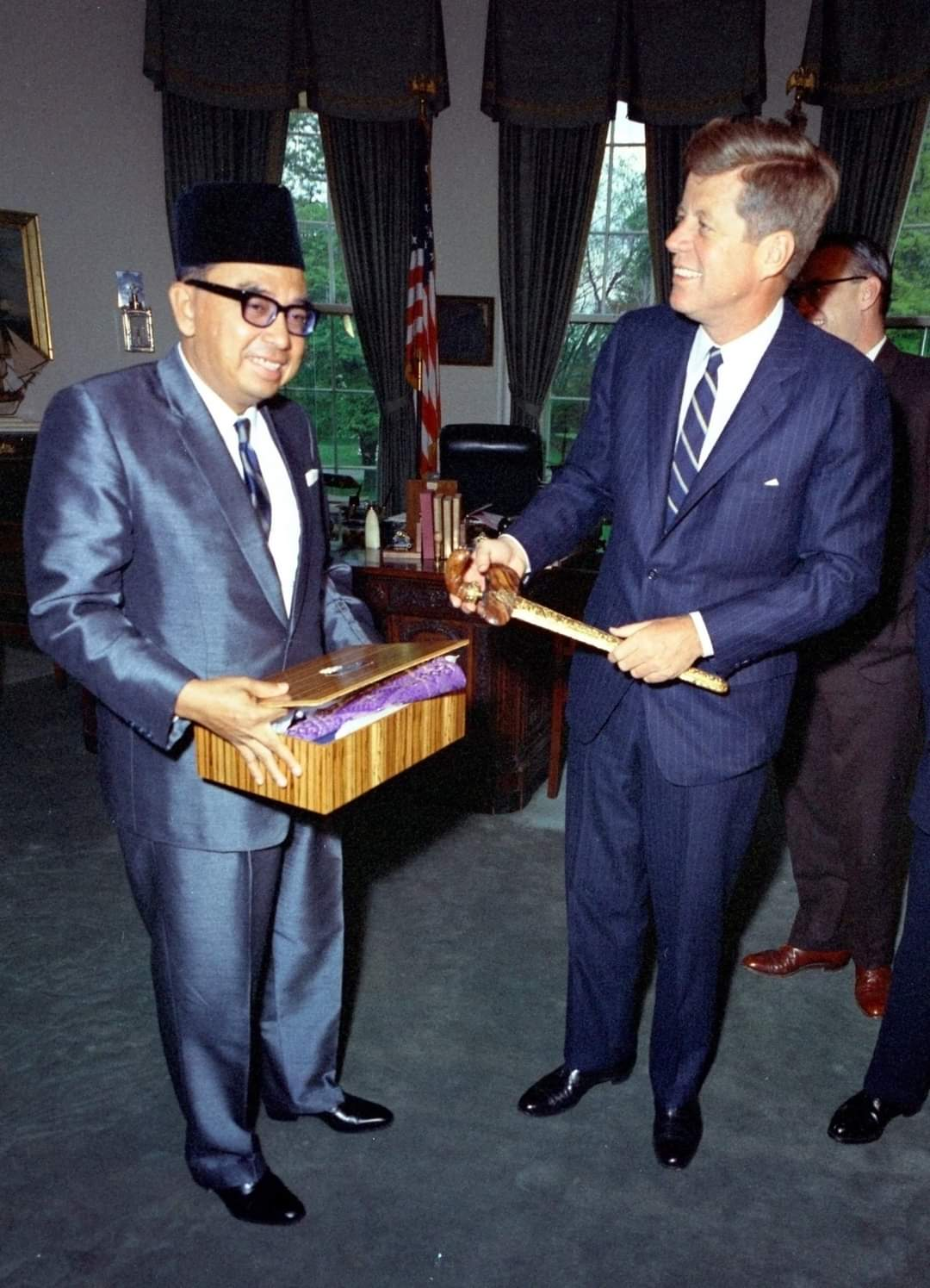
El viceprimer ministre Razak amb el president nord-americà John F. Kennedy a la Casa Blanca, 1961

Al seu retorn del Regne Unit, el 1950, Tun Razak es va incorporar a la funció pública malaia. A causa del seu calibre polític, es va convertir en el cap de joventut de l'Organització Nacional dels Malais Unis (UMNO). Dos anys més tard, va treballar com a secretari d'estat adjunt de Pahang i el febrer de 1955, amb només 33 anys, es va convertir en el primer ministre de Pahang.
Razak es va presentar i va guanyar un escó a les primeres eleccions generals de Malàia el juliol de 1955 i va ser nomenat ministre d'Educació. Va ser fonamental en la redacció de l’Informe Razak que va constituir la base del sistema educatiu malai. Tun Razak també va ser un membre clau de la missió de febrer de 1956 a Londres per buscar la independència de Malàisia dels britànics.
Després de les eleccions generals de 1959, va esdevenir ministre de Desenvolupament Rural a més d'ocupar les carteres de viceprimer ministre i ministre de Defensa, que va ocupar des de 1957. Els seus èxits inclouen la formulació de la política de desenvolupament coneguda com el Llibre Vermell.

## Infusió de sang jove
En el moment de la separació de Singapur de la Federació de Malàisia el 1965, Tun Razak es va adonar que l'UMNO necessitava més líders joves al partit. Davant, entre altres coses, de les considerables habilitats retòriques de Lee Kuan Yew, Razak volia joves líders malayos, basats en la seva pròpia fe i cultura, que poguessin parlar i, si calia, debatre tant en llengua malaia com en llengua anglesa.
Razak va entendre que el poder residia a la comunitat malaia i que perquè aquest poder s'executés amb eficàcia, l'elit entre els malais havia de ser una elit determinada per la capacitat, l'aptitud i el compromís amb la nació en el seu conjunt. Classe, naixement i diners eren secundaris en els seus càlculs.
Com a conseqüència d'aquesta iniciativa, els llavors joves líders de l'herència mixta de l'UMNO, com Mahathir Mohamad, van ser reclutats en esglaons superiors de l'establishment polític.
El 1967 va rebre el Premi Ramon Magsaysay al lideratge comunitari.

## Primera ministra
Després de l’incident del 13 de maig de 1969, Tunku Abdul Rahman Putra va rebre moltes crítiques de diverses parts per la seva incapacitat per tractar els problemes racials. Això va provocar la seva dimissió com a primer ministre. Tun Abdul Razak va imposar llavors l'estat d'emergència, governant per decret com a Consell Nacional d'Operacions fins a 1970. El setembre de 1970, Tunku Abdul Rahman va ser succeït per Tun Abdul Razak com a primer ministre de Malàisia.
Tun Razak va crear el Barisan Nasional o Front Nacional l'1 de gener de 1973 per substituir el governant Partit de l'Aliança. Va augmentar el nombre de membres dels seus partits i coalicions en un esforç per establir "Ketahanan Nasional" (Força Nacional) a través de l'estabilitat política.
Tun Razak també és conegut per llançar la Nova Política Econòmica de Malàisia (MNEP) el 1971. Ell i la "segona generació" de polítics malais van veure la necessitat d'abordar amb vigor les disparitats econòmiques i socials que alimentaven els antagonismes racials i la violència. El MNEP va establir dos objectius bàsics: reduir i, finalment, erradicar la pobresa, i reduir i eventualment erradicar la identificació de la funció econòmica amb la raça.

## Mort
Abdul Razak va ser diagnosticat amb leucèmia, però la va mantenir en secret des de 1969.
Abdul Razak va morir en el càrrec el 14 de gener de 1976 mentre buscava tractament mèdic a Londres. Se li va concedir pòstumament el sobrenom Bapa Pembangunan ('Pare del desenvolupament'). Va ser enterrat al mausoleu dels herois prop de Masjid Negara, Kuala Lumpur.